# Lefkada (oraș)

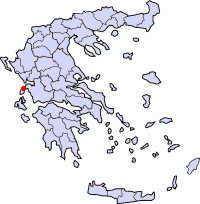
Oraşul Lefkada în Grecia

Lefkada sau Leucada (greacă Λευκάδα - Lefkáda) este un oraș în vestul Greciei. Este cel mai important oraș de pe insula Lefkada și reședința prefecturii cu același nume. Are o populație de aproximativ 11.000 locuitori.
Orașul Lefkada are o stradă principală pedestră, marină și rute de autobuz către Atena.